# سكوت كاواساكي
سكوت كاواساكي (بالإنجليزية: Scott Kawasaki) هو سياسي أمريكي، ولد في 20 مارس 1975 في طوكيو في اليابان. حزبياً، نشط في الحزب الديمقراطي. وقد انتخب عضو مجلس نواب ألاسكا.